# Michael Emrick
Michael « Doc » Emrick est un journaliste sportif américain né le 1er août 1946 à La Fontaine, dans l'Indiana.
Il est commentateur sportif, spécialisé dans le hockey sur glace, principalement sur le chaîne NBC Sports Network pour les matchs de la Ligue nationale de hockey. Premier membre des médias à être intronisé au Temple de la renommée du hockey américain, il est considéré comme l'un des meilleurs annonceurs en matière de hockey, comme en témoignent un trophée Lester-Patrick (décerné par la LNH pour services rendus au hockey américain) en 2004, un Foster Hewitt Memorial Award (décerné par le Temple de la renommée du hockey en 2008) ou quatre Sports Emmy Awards.

## Biographie
Michael Emrick obtient son doctorat en radio-télévision-film en 1976 à l'Université d'État de Bowling Green, dans l'Ohio, d'où son surnom de « Doc ». Il commence sa carrière de commentateur en radio et comme directeur des relations publiques en 1973 pour l'équipe des Flags de Port Huron, dans la LIH, puis pour l'équipe des Mariners du Maine, dans la Ligue américaine de hockey, de 1977 à 1980.
Dans les années 1980, il devient commentateur régulier pour les Flyers de Philadelphie, qui évoluent dans la LNH, puis pour les Devils du New Jersey pendant 18 ans. En 2011, il passe à NBC et au NBC Sports Network. Depuis ses débuts à commenter les parties de la LNH, le « Doc » est également passé par les chaînes CBS, OLN, ABC, TNT, ESPN, ou encore Fox.
Il est notamment le fondateur du guide de prononciation des noms de joueurs, utilisé à travers la LNH, mais aussi vice-président de l'association des commentateurs de la ligue et membre du comité de sélection du Temple de la renommée. En 1993, il vainc un cancer.